# Paul Rosche
Paul Rosche (Monaco di Baviera, 1º aprile 1934 – 15 novembre 2016) è stato un ingegnere, progettista e manager tedesco, direttore tecnico dal 1979 al 1996 del reparto Motorsport; principalmente conosciuto come motorista, i suoi lavori più celebri sono la progettazione di numerosi propulsori BMW ad alte prestazioni, tra cui l'M31 della BMW 2002 Turbo, l'S14 per la M3 E30, l'M12 per la 320i Turbo Gruppo 5 e la Brabham BT52, l'M88 per la M1 e l'S70/2 montato sulla BMW V12 LMR e nella McLaren F1.
Rosche iniziò a lavorare alla BMW subito dopo la laurea e divenne molto abile nel calcolo degli alberi a camme. Presto divenne uno specialista in questo ambito, guadagnandosi il soprannome di "Nocken-Paul". Viene ricordato soprattutto per la progettazione di motori turbocompressi.

## Biografia

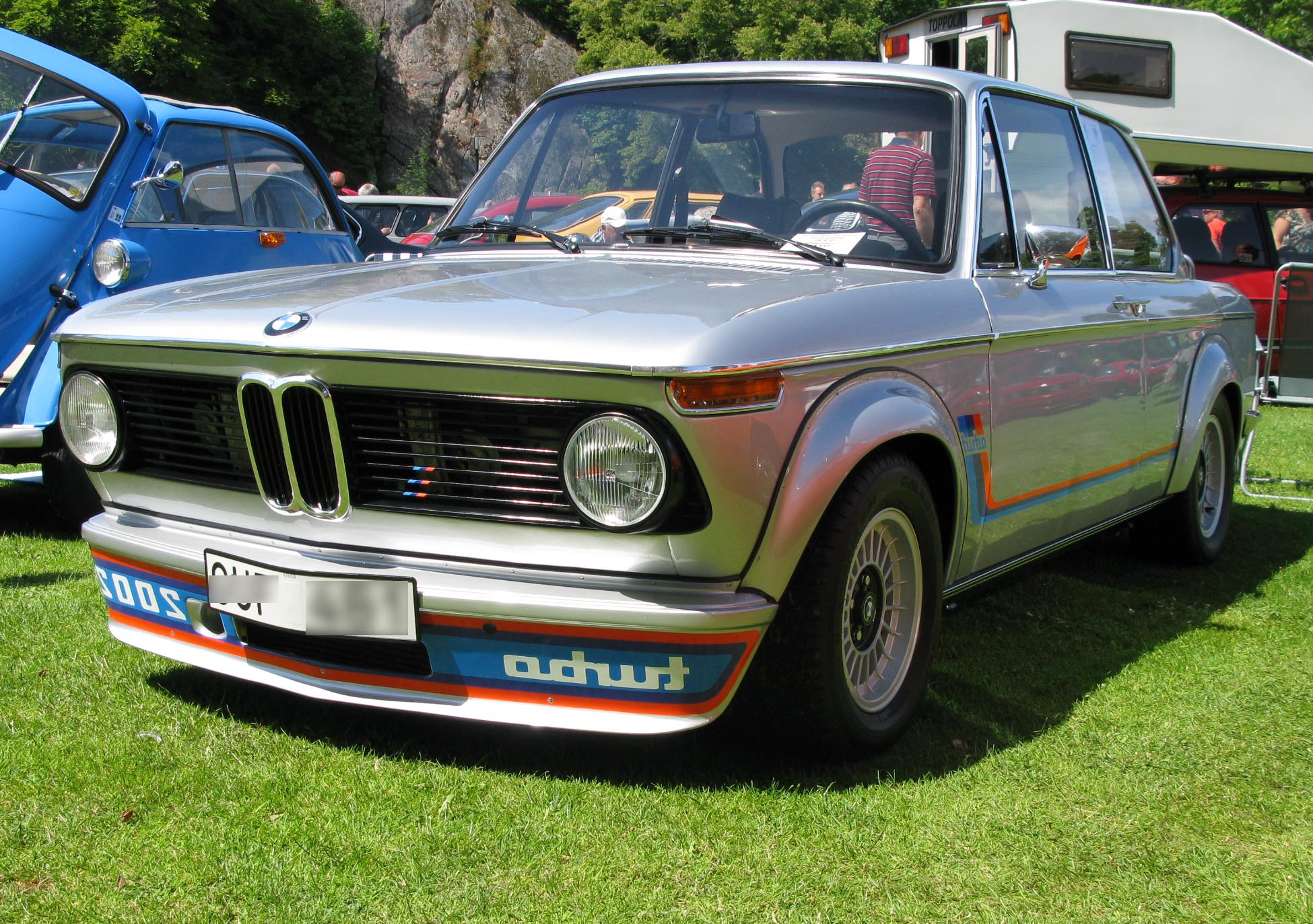
La 2002 Turbo, prima vettura stradale europea dotata di turbo, con motore progettato da Rosche

Paul Rosche entrò in BMW subito dopo aver conseguito la laurea nel novembre 1957, a 23 anni. Iniziò a lavorare nel team di ricerca e sviluppo sotto la supervisione di Alexander von Falkenhausen, che aveva rapidamente promosso Rosche dopo averne compreso il talento. Il primo progetto su cui Rosche lavorò, è stato l'albero a camme della BMW 502 e 507. Come risultato della sua competenza nel calcolo degli alberi a camme, Rosche iniziò rapidamente a specializzarsi in questo compito, guadagnandosi il soprannome di "Nocken-Paul" (in italiano albero a camme Paul). Una delle sue prime realizzazioni fu la progettazione del motore M10 per la BMW 1500, che erogava 80 CV. Questo motore venne poi sviluppo e fu montato successivamente sulla 1800TI, dove erogava 130 CV.
A metà degli anni 60, Rosche si specializzò negli sport motoristici dopo che von Falkenhausen incoraggiò la direzione BMW a utilizzare il motore M10 nelle competizioni. Rosche progettò la BMW 2002TIK, che era dotata di un motore turbo che vinse l'European Touring Car Championship 1969; questo motore fu poi sviluppato e montato sulla 2002 Turbo.

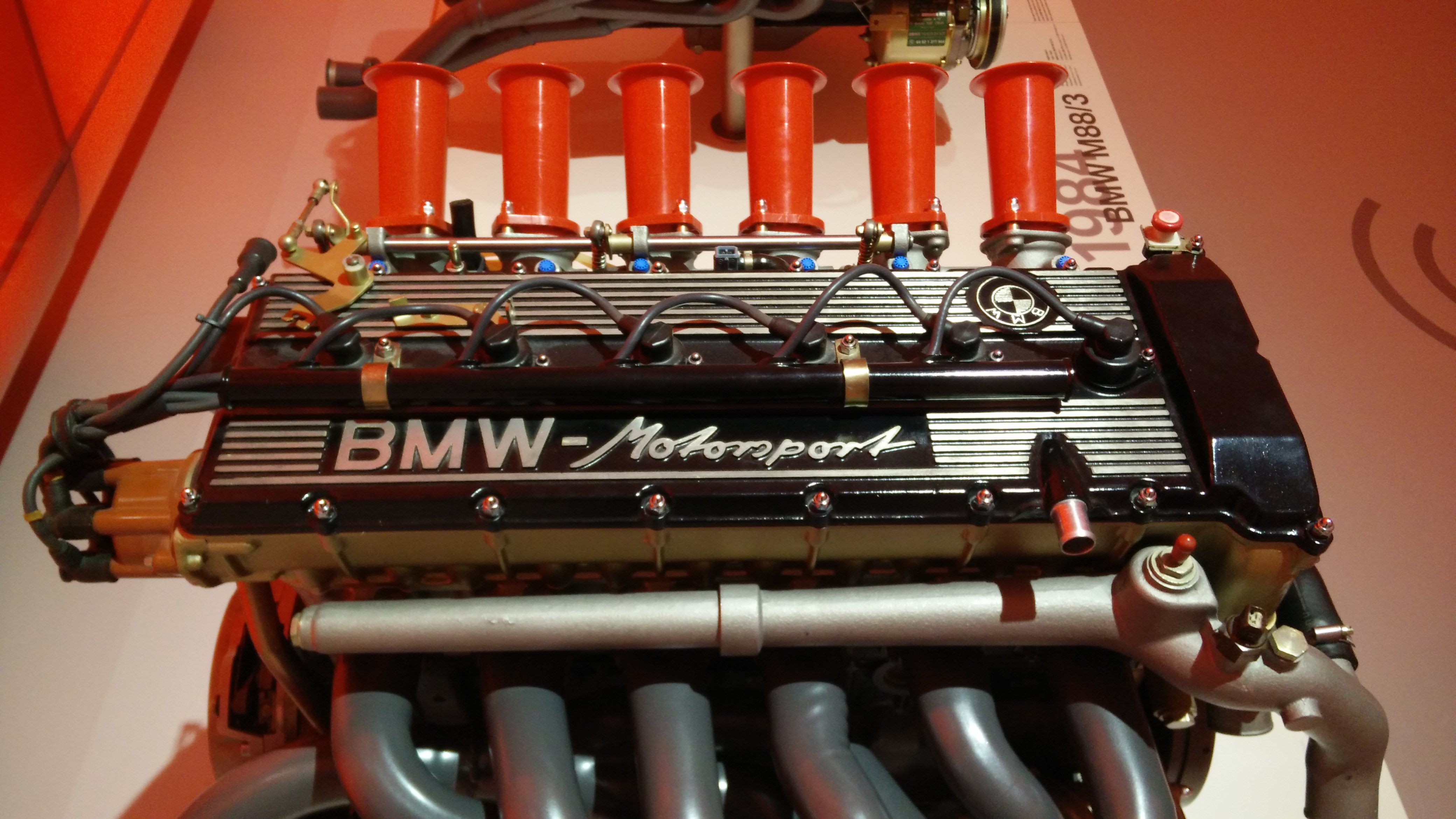
Il BMW M88 progettato da Rosche

Il programma sportivo della BMW fu interrotto nel 1970 dal direttore vendite e marketing Paul G. Hahnemann, dopo che la sua posizione all'interno dell'azienda era stata minacciata dal consiglio di amministrazione. Alcuni credevano che questo fosse il risultato dell'incidente fatale di Gerhard Mitter a bordo di una BMW 269 al Nürburgring dell'anno precedente, nonché dei tagli al bilancio. Rosche e von Falkenhausen guidarono segretamente il gruppo di sviluppo fino a quando la BMW fu incoraggiata a tornare nel mondo delle corse nel 1972. Poco dopo, collaborarono con vari team di Formula 2, organizzato dalla March Engineering. Qui, Rosche ha svolto un ruolo molto significativo, portando una serie di successi nel Campionato europeo e corse automobilistiche da turismo. Nel 1973, Rosche divenne il capo divisione di sviluppo avanzato dei motori da competizione.

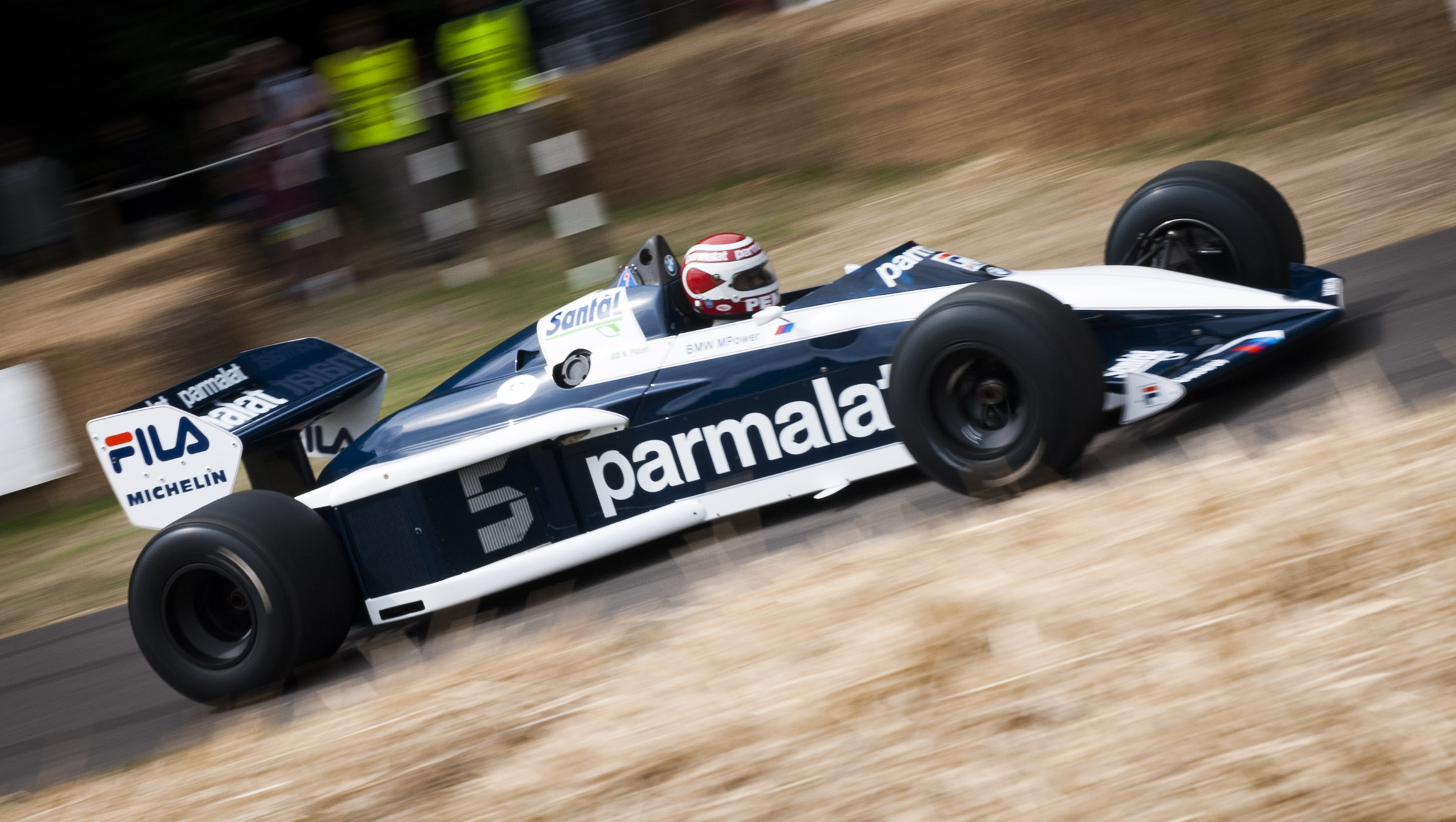
Brabham BT52 dotata del motore BMW M12

Dopo il ritiro di Von Falkenhausen nel 1975, Rosche divenne il capo tecnico di BMW Motorsport, supervisionando lo sviluppo e la produzione dei motori M88 per la BMW M1. Successivamente divenne direttore tecnico, un incarico che ricoprì dal 1979 al 1996.

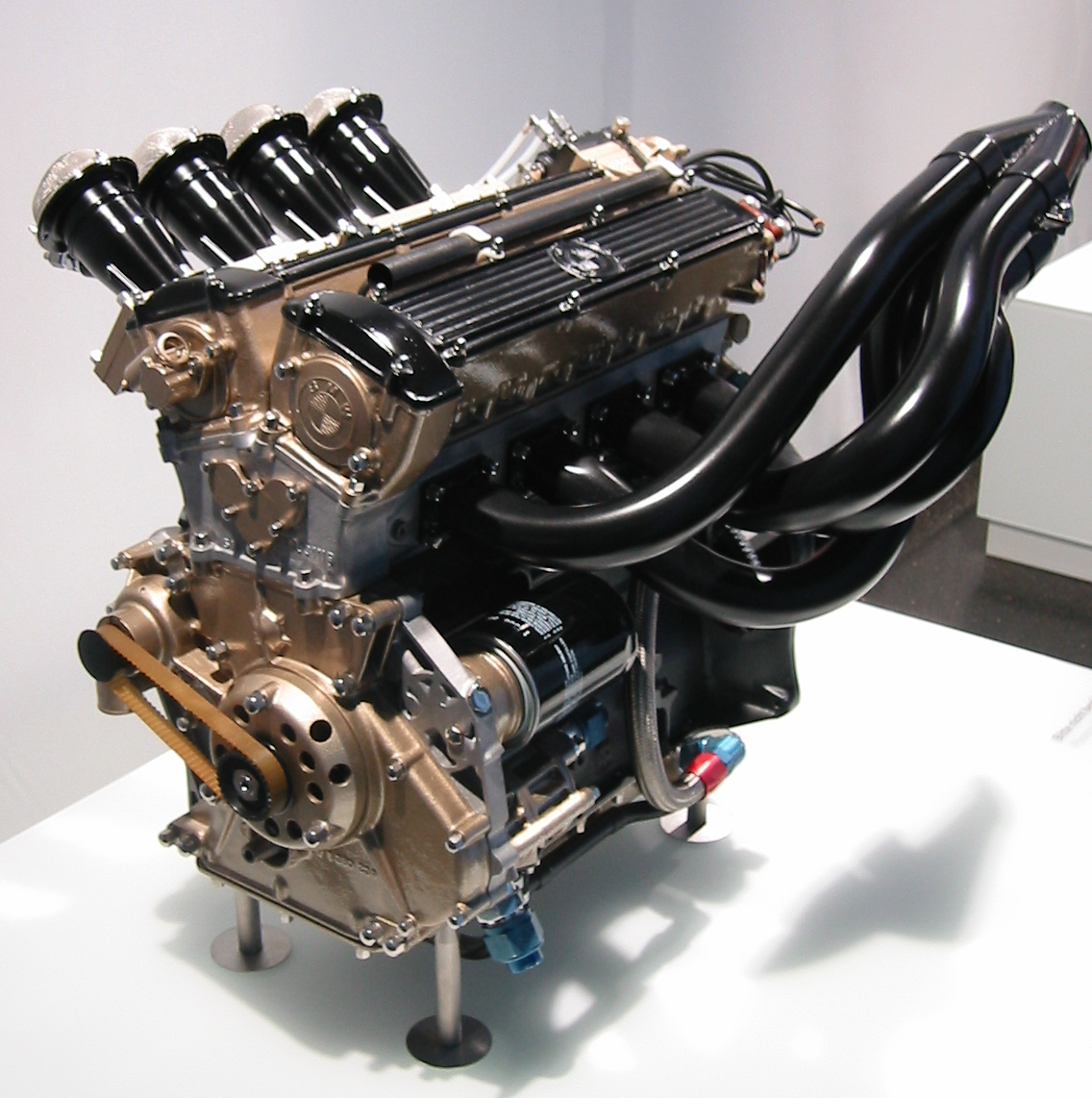
Motore M12

Con l'aiuto di Jochen Neerpasch, Rosche cercò di spingere la dirigenza BMW a entrare in Formula 1 come fornitore di motori, utilizzando il motore turbo M12, che era a sua volta basato sul motore M10. Quando questa occasione fallì, Neerpasch si dimise e fu sostituito da Dieter Stappert, che persuase il consiglio d'amministrazione a tentare di nuovo di entrare in formula 1 nel 1980. Il motore fu testato alla fine dell'anno e fece il suo debutto nel 1982, vincendo la sua prima gara subito dopo con Nelson Piquet al Gran Premio del Canada 1982. Questo motore ottenne altre otto vittorie in F1, oltre che a far vincere la Brabham BT52 di Piquet il suo secondo titolo mondiale nel 1983. Il motore BMW in seguito venne ulteriormente sviluppato e produsse la più grande potenza nella storia della F1 (con un picco di circa 1500 CV).
(Paul Rosche risponde alla domanda sulla massima potenza del motore BMW M12)
La BMW si ritirò dalla F1 alla fine del 1986 e vendette i motori alla Megatron. Successivamente Rosche costruì nuovi prototipi di motori per la Formula 1, ma la dirigenza si rifiutò di tornare in F1. Nello stesso periodo, Rosche sviluppò anche l'S14 per la M3 E30, vettura che vinse numerose gare nel Gruppo A e nei vari campionati turismo sia nazionali che internazionali.

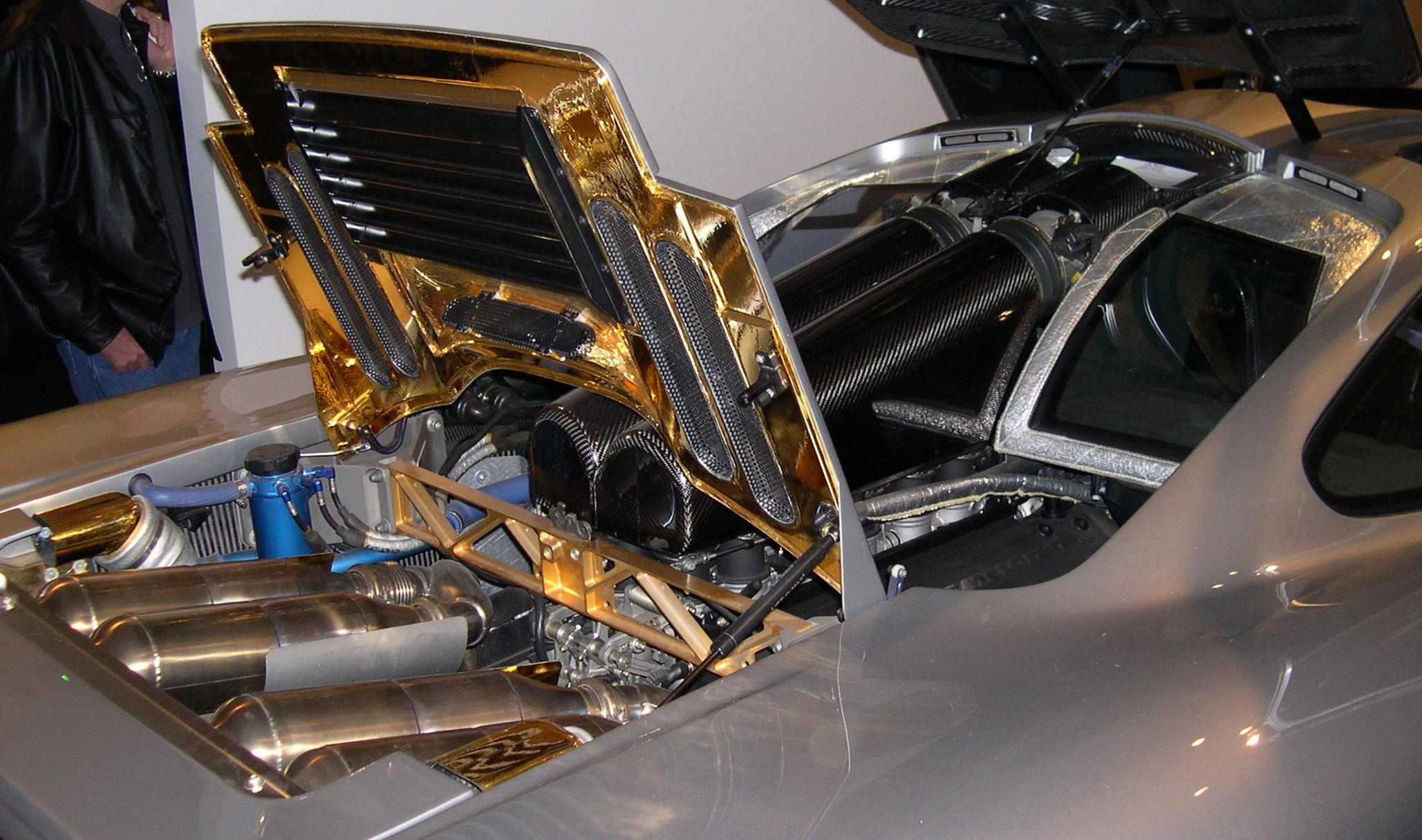
Vista parziale del motore S70

Gordon Murray, che aveva precedentemente lavorato con Rosche durante il periodo trascorso alla Brabham nei primi anni '80, incontrò Rosche dopo il Gran Premio di Germania del 1990. Murray in forza alla McLaren e dopo un primo tentativo di sviluppare un motore stradale con Honda senza riuscirci, si rivolse alla BMW Motorsport. Cosicché Rosche assunse il compito di sviluppare un motore per la McLaren F1. L'obiettivo e le specifiche inizialmente richieste da Murray erano un V10 da 4,5 litri o V12 che producesse 550 CV, con una lunghezza massima del blocco di 600 mm e un peso di 250 kg, compresi gli scarichi. Lo sviluppo di questo motore iniziò da un foglio bianco, prendendo alcuni componenti dal motore M70; il risultato finale fu l'S70/2. Questo motore erogava 627 CV; tuttavia pesava 16 kg più del previsto. Nella versione utilizzata per le competizioni, questo motore montato sulla Mclaren F1 GTR vinse la 24 Ore di Le Mans del 1995 e più tardi anche quella del 1999, venendo montato sulla BMW V12 LMR.
L'ultimo progetto di Rosche datato 1999, prima di ritirarsi fu il BMW E41 per la Williams FW22. Werner Laurenz assunse la posizione di direttore tecnico della BMW Motorsport, prendendo il posto di Rosche. Anche se si era ritirato, Rosche ha fatto parte del team di 30 meccanici che hanno contribuito a ripristinare la Brabham BT52 che aveva vinto il campionato di Formula 1 1983, in preparazione al Goodwood Festival of Speed nel 2013. Morì il 15 novembre 2016.